# Mathieu de Fournetz
Mathieu de Fournetz est un homme politique français né le 15 avril 1725 à La Réole (Gironde) et décédé le 22 septembre 1811 à Puymiclan (Lot-et-Garonne).
Curé de Puymiclan, il est député du clergé aux États généraux de 1789 pour la sénéchaussée d'Agen. Il défend l'Ancien régime, siège à droite, et refuse de prêter le serment civique.

## Sources
- « Mathieu de Fournetz », dans Adolphe Robert et Gaston Cougny, Dictionnaire des parlementaires français, Edgar Bourloton, 1889-1891 [détail de l’édition]